# قصر الجعفرية
قصرالجعفرية هو قصر محصن بني في النصف الثاني من القرن الحادي عشر للميلاد القرن الخامس الهجري في عهد المقتدر بن هود أمير سرقسطة.

## وصف البناء
يحيط بالقصر سور مستطيل وأبراج اسطوانية، وأخرى مستقيمة للدفاع عن القصر، كما توجد في داخله غرف موزعة حول صحن القصر والذي يفضي إلى مسجد صغير فيه محراب على شكل حدوة الفرس، وهو أول محراب يتخذ الشكل القرطبي آنذاك. أما المدخل فقوسه مرصع بنقوش قليلة البروزات، وتم فصل الأقواس مما ميزه عن الهندسة المعمارية القرطبية حيث كانت الأقواس متشابكة كما في قصر الحكم الثاني بقرطبة، كما جُعلت للأقواس رؤوس مخروطية زادت في طولها وأعطاها دلالة خاصة، بالإضافة إلى ما تميزت به من تيجان بأشكال ورقية نباتية مزخرفة متشابكة ومتداخلة. وأيضا تميزت الأقواس بعدة فصوص بها عارضة ونتوءات والتي تعتبر ميزة معمارية تجميلية.

## تاريخ القصر
استولى بني هود العرب على القصر على حساب بنو تجيب من كندة وأصبح مقرا لهم. ويعكس إشعاع الإمارة في أوجها السياسي والثقافي، وتكمن أهمية المعلم في كونه شاهدا على الهندسة الإسلامية الأندلسية في عهد ملوك الطوائف، حيث يشكل مع جامع قرطبة وقصر الحمراء بغرناطة، ثلاثية الفن المعماري في الأندلس.

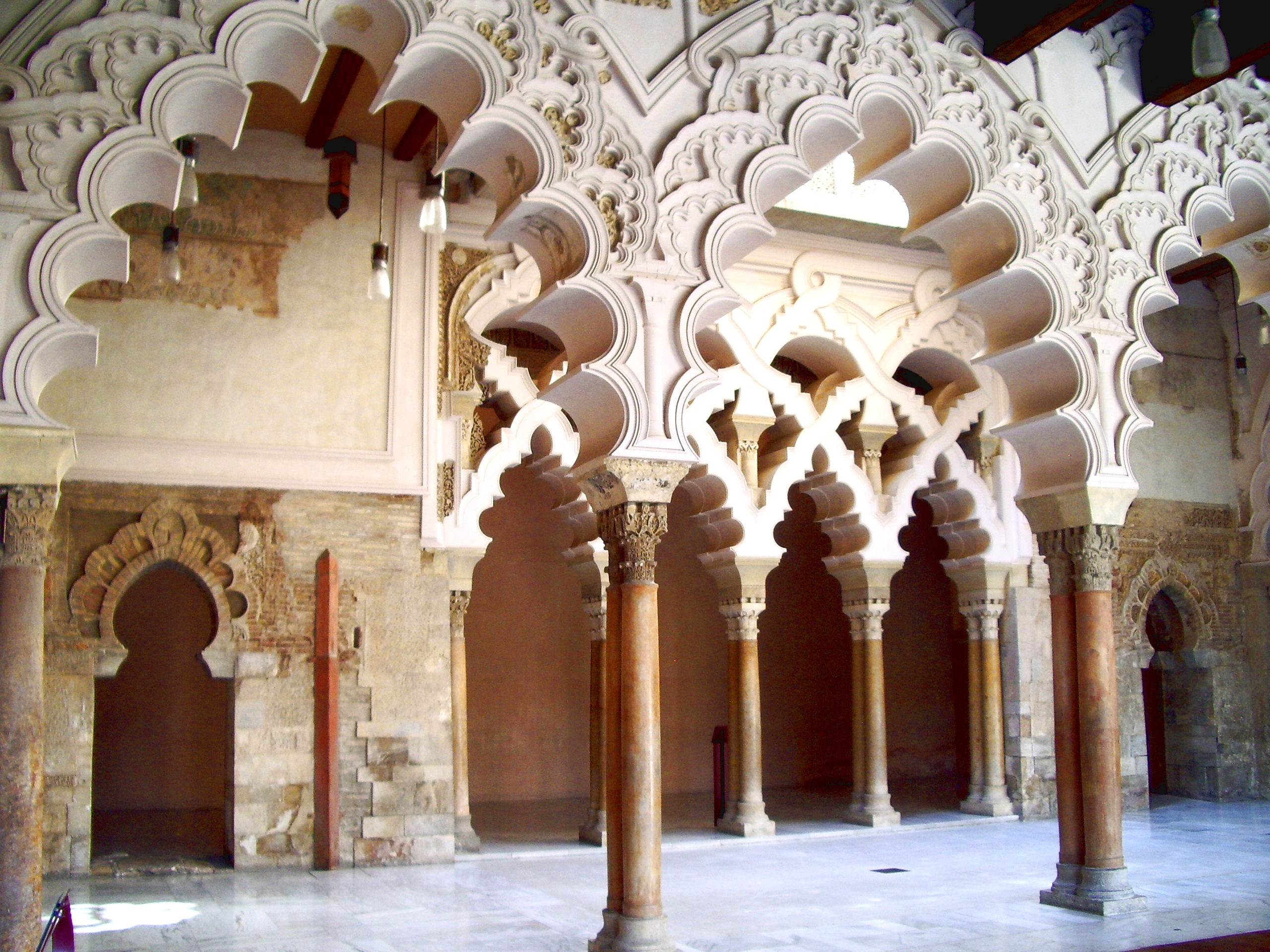
البهو الداخلي لقصر الجعفرية

بعد استرداد سرقسطة سنة 1118 للميلاد من طرف ألفونسو الأول ملك أراغون الملقب بالمحارب، أصبح القصر مكان إقامة ملوك الأراجون المسحيون. حيث لعبت الجعفرية دوراً رئيسياً في نشر الفن المدجن الأراغوني. تمت فيما بعد إدخال تغيرات في الطابق العلوي ليصبح قصر إقامة الملوك الكاثوليكيون سنة 1492. في سنة 1593 أدخلت تغيرات جديدة لتجعل من الجعفرية قلعة عسكرية ذات طابع النهضة (يمكن ملاحظة ذلك من خلال الخندق والحدائق في محيط القصر)، ثم تم تحويلها من بعد إلى ثكنة. تعرض القصر في عدة مناسبات إلى تحويلات وخسائر، خصوصاً أثناء حرب الاستقلال الإسبانية ضد جيوش نابليون بونابارت، حتى تم ترميمه في النصف الثاني من القرن العشرين. القصر حالياً هو مقر المجلس التشريعي للأراغون.

## معرض صور

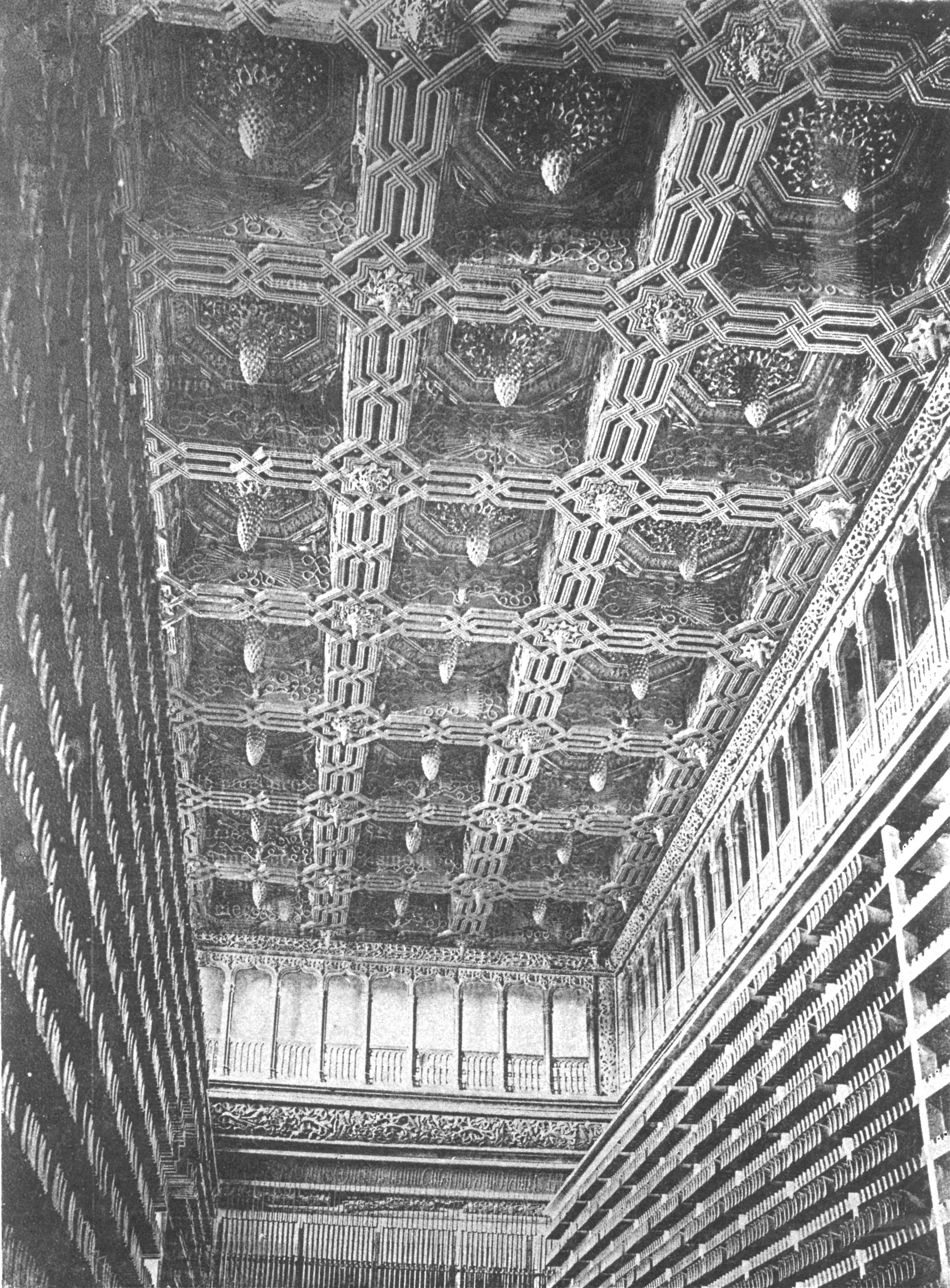
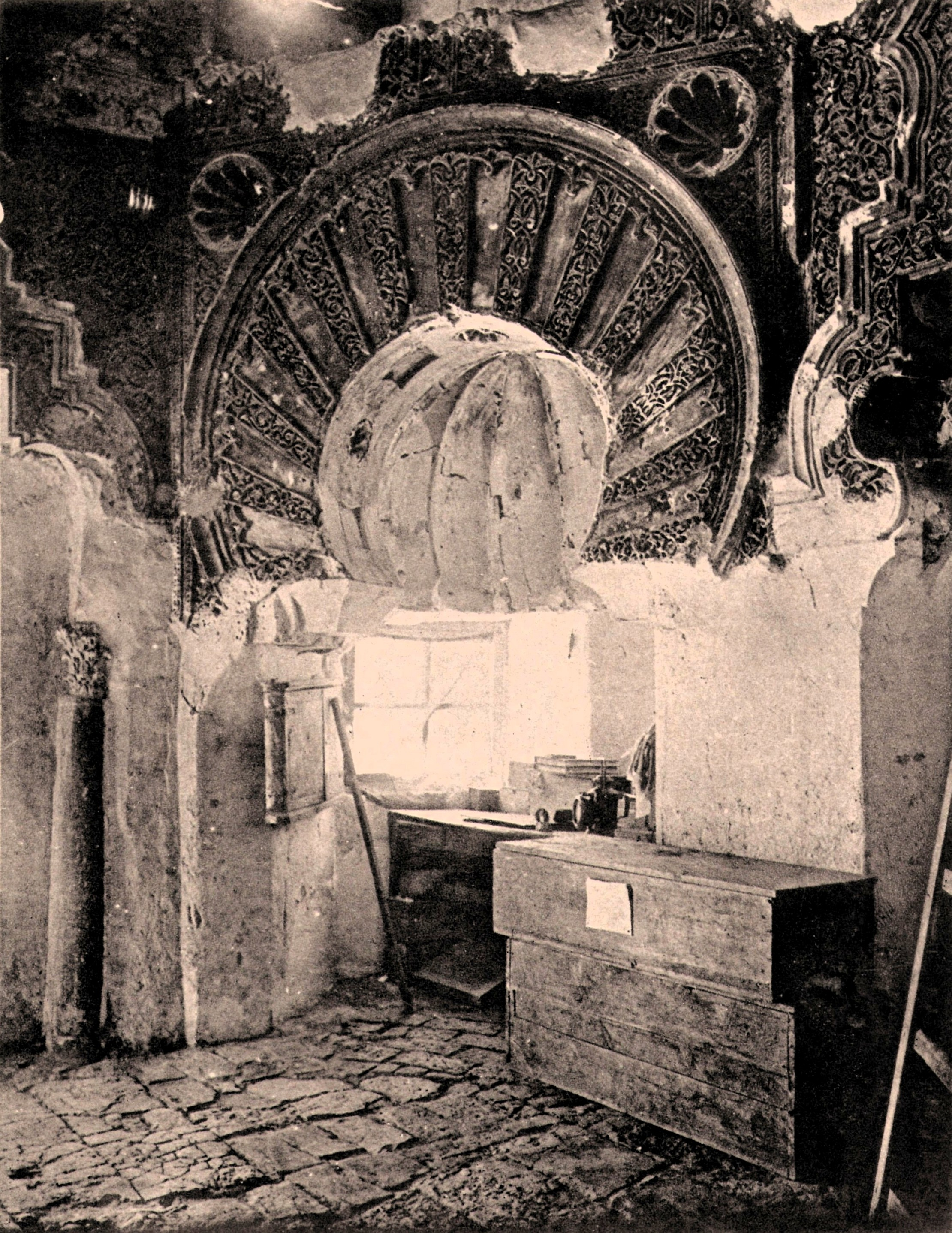
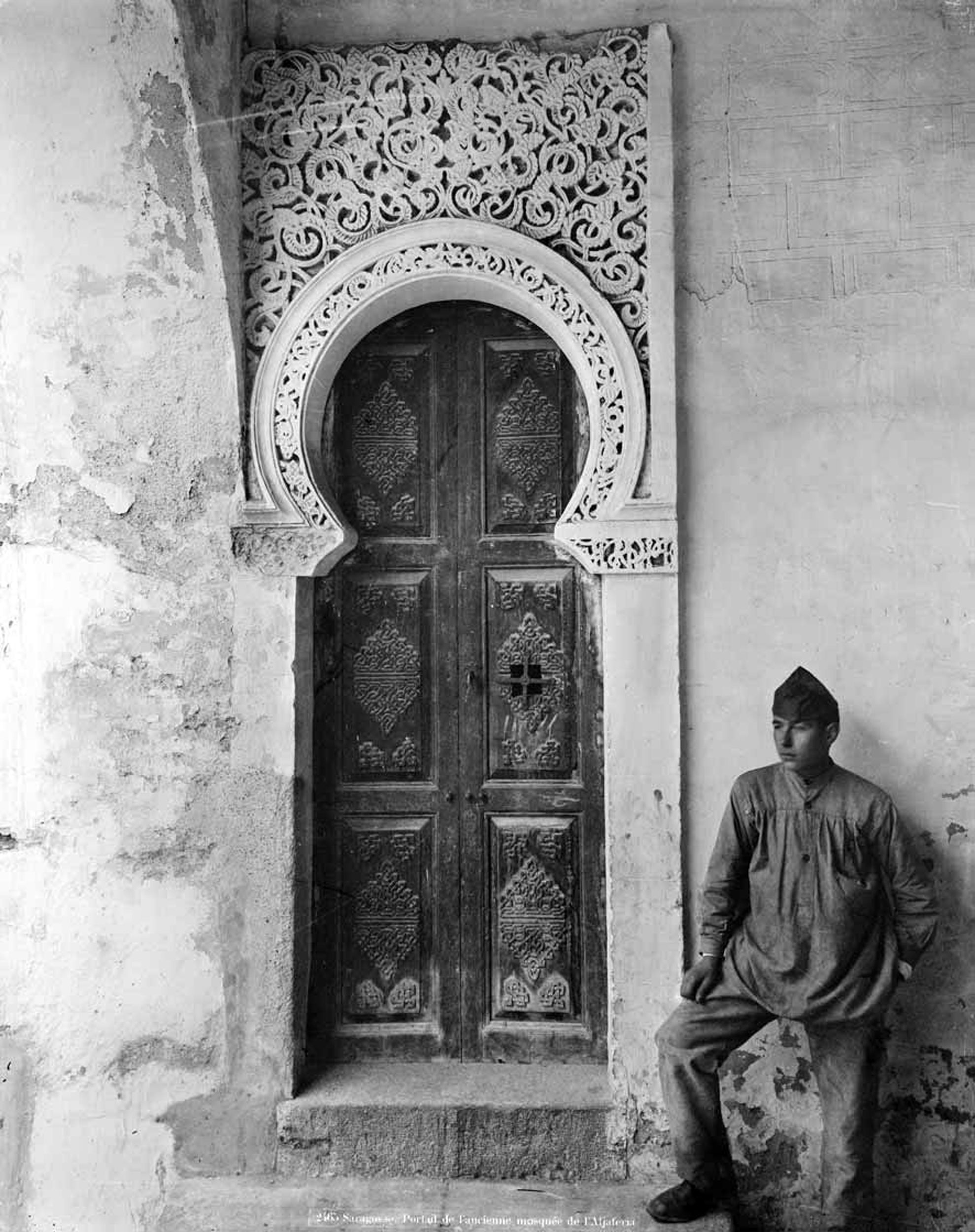
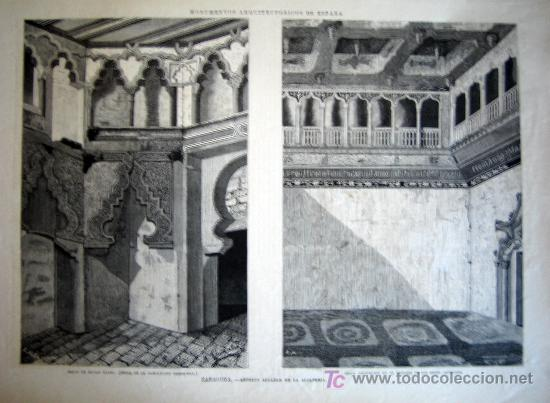
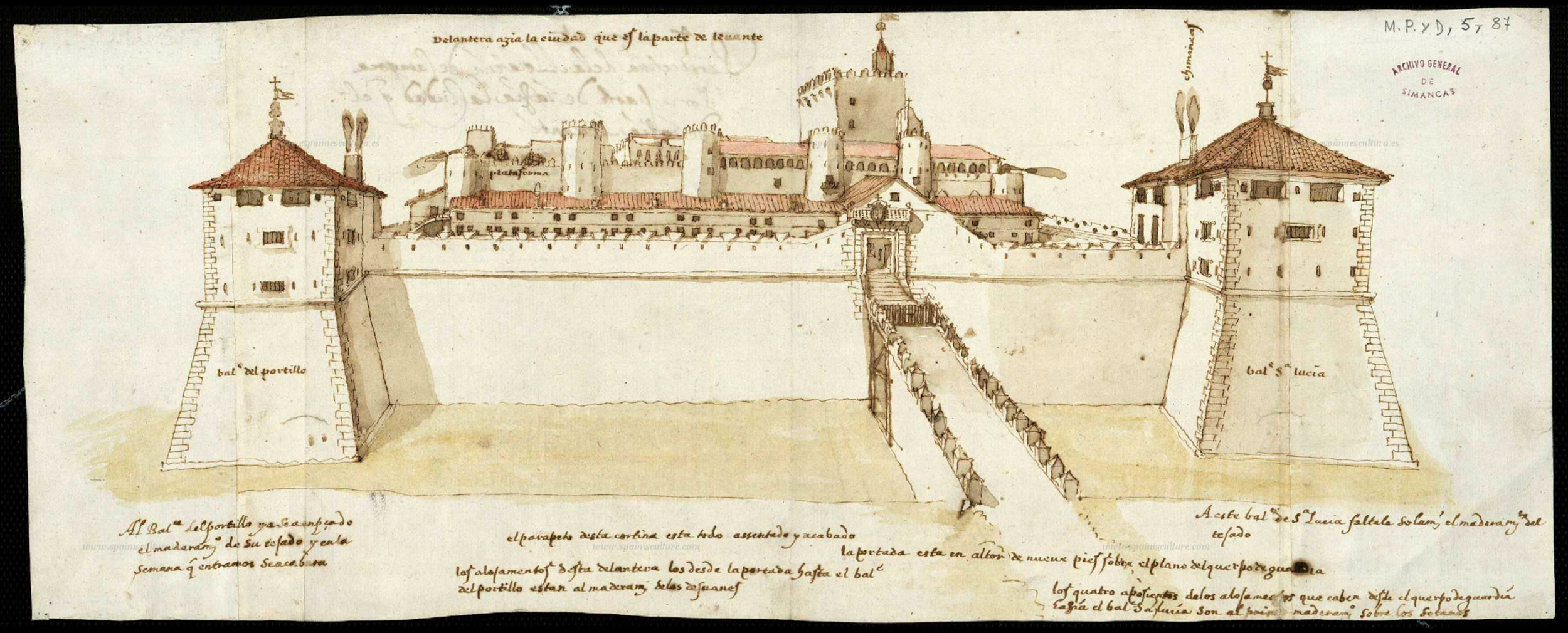
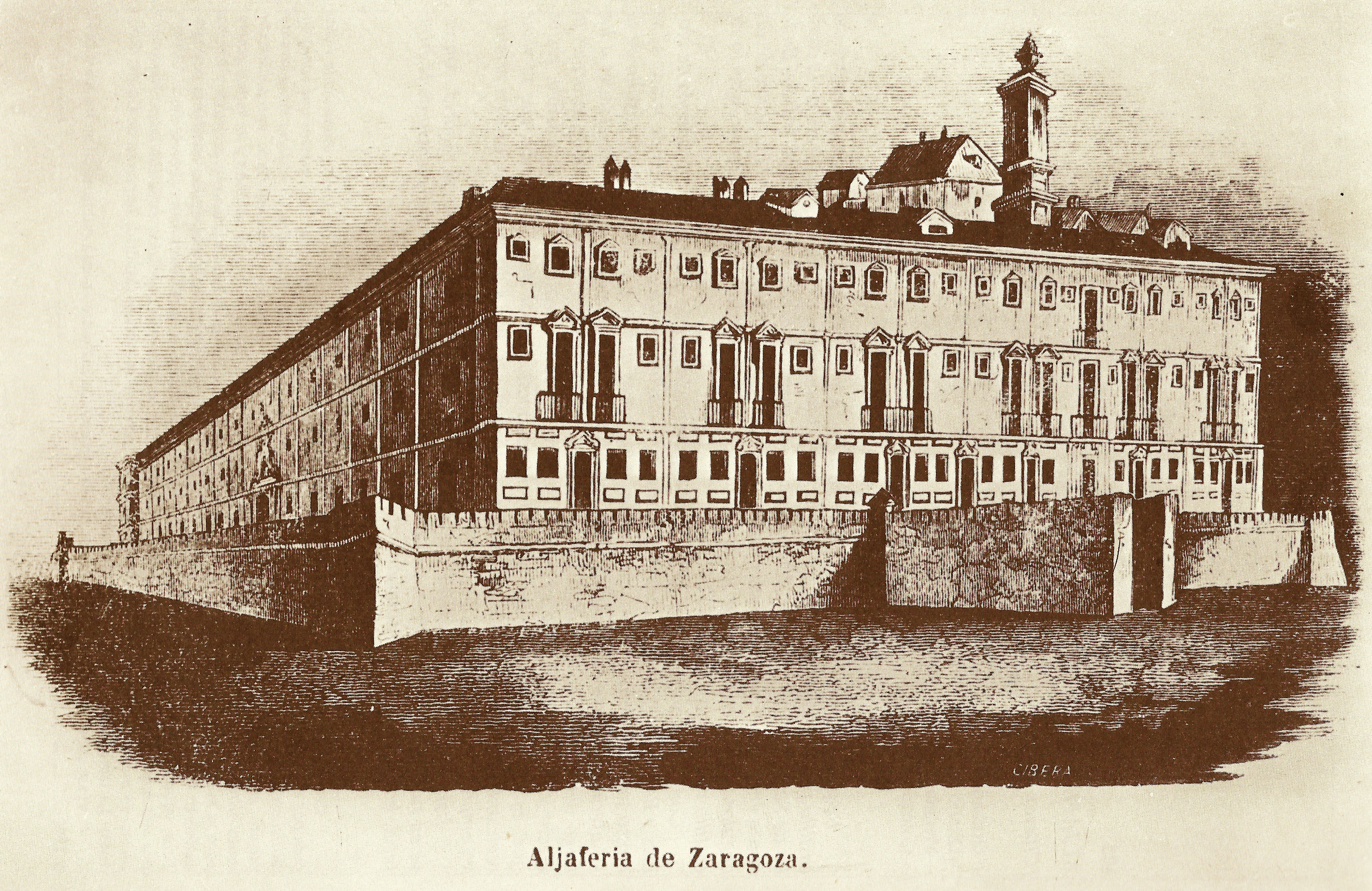

## وصلات خارجية
- سرقسطة الأندلسية في الأمس واليوم